# Matúš Mikuš
Matúš Mikuš (* 8. července 1991, Topoľčany, Československo) je slovenský fotbalový útočník a bývalý mládežnický reprezentant, od ledna 2017 hráč klubu FO ŽP Šport Podbrezová. Mimo Slovensko působil na klubové úrovni v Rakousku a ČR.

## Klubová kariéra
Svou fotbalovou kariéru začal v FC Nitra, kde se přes mládežnické kategorie dostal do A-týmu. Za něj nastoupil celkem k 60 utkáním, v nichž dal 10 branek. V lednu 2013 se domluvil na angažmá s rakouským klubem FC Admira Wacker Mödling, který v sezoně 2013/14 získal titul. Před začátkem nové sezony se zranil a klub se s ním poté dohodl na rozvázání smlouvy.
V lednu 2014 byl na testech v SK Sigma Olomouc, kde neuspěl a vrátil se do Nitry, která po sezoně 2013/14 sestoupila do 2. slovenské ligy. Mikuš se v červnu 2014 připojil k týmu FC Spartak Trnava, s nímž odjel na soustředění do Jaslovských Bohunic. V týmu ale nakonec nezůstal.

### Bohemians Praha 1905
Před sezonou 2014/15 zamířil do Bohemians Praha 1905, kde podepsal dvouletý kontrakt. V prosinci 2016 v Bohemians 1905 skončil, nedostal nabídku na prodloužení smlouvy.

### FO ŽP Šport Podbrezová
V lednu 2017 se vrátil na Slovensko a posílil prvoligový celek FO ŽP Šport Podbrezová z Banskobystrického kraje.

## Reprezentační kariéra
Mikuš nastupoval za slovenské mládežnické reprezentace U19 a U21. Ve slovenské „jedenadvacítce“ odehrál 7 zápasů a vstřelil jednu branku (v utkání proti Finsku).